# Tinea catalytica
Tinea catalytica är en fjärilsart som beskrevs av Edward Meyrick 1919. Tinea catalytica ingår i släktet Tinea och familjen äkta malar.
Artens utbredningsområde är Colombia. Inga underarter finns listade i Catalogue of Life.